# Serapo
Serapo è un quartiere del comune di Gaeta che si estende lungo il litorale orientale dell'istmo di Montesecco tra il monte Orlando e la collina della Catena facente parte del promontorio di Fontania. Questa località è sede di una vasta spiaggia, posta in area urbana, che guarda il mar Tirreno da nord.

## La spiaggia di Serapo

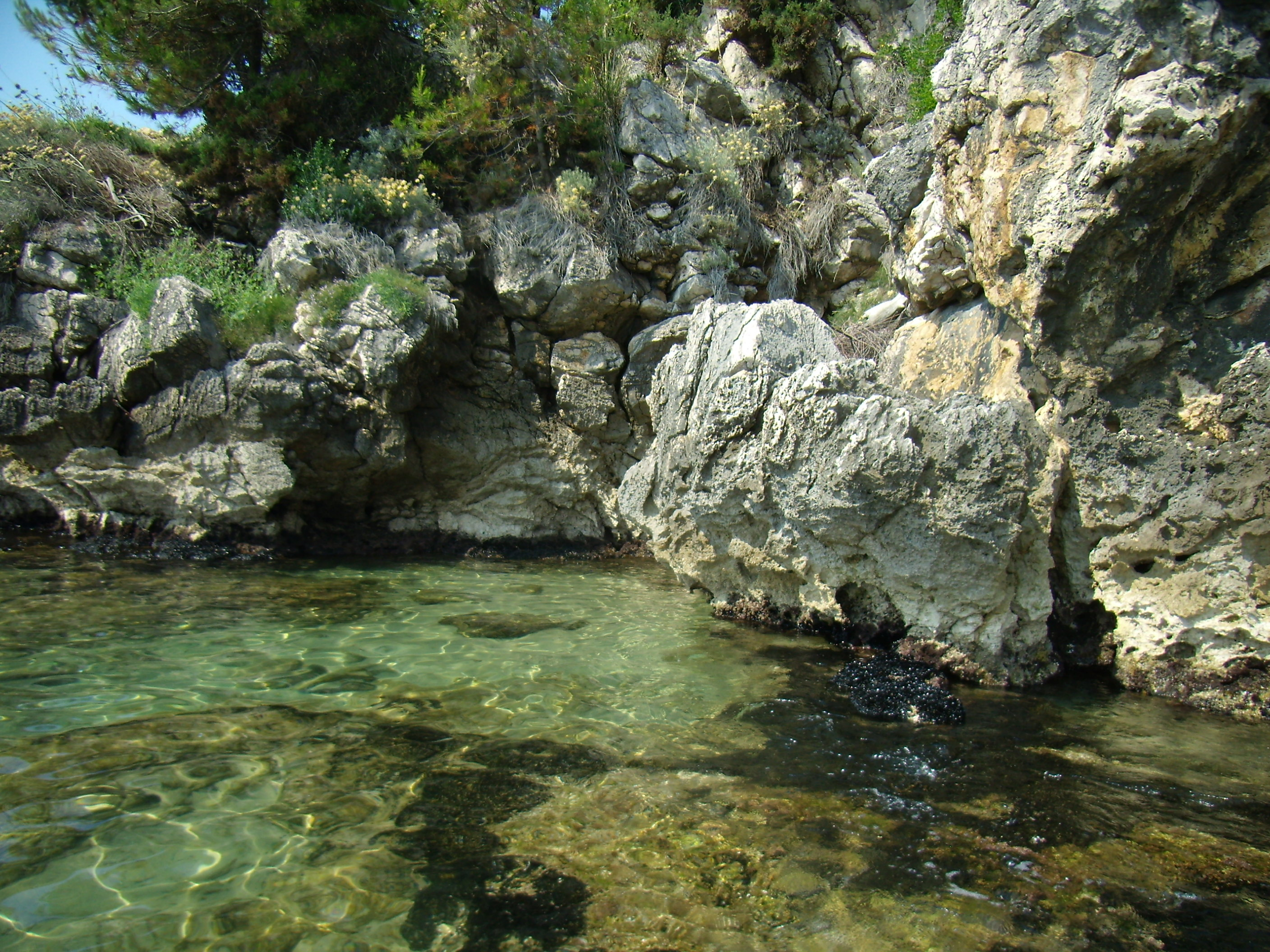
Gli scogli della baia di Serapo che si apre nel promontorio di Fontania

La spiaggia di Serapo è la spiaggia principale di Gaeta. Distante da Gaeta Vecchia di circa un km; la sua attività di balneazione fiorì a partire dal 1926 quando venne chiusa la spiaggia sul versante settentrionale dell'istmo di Montesecco.
Di sabbia dorata e finissima, è meta di turisti italiani e stranieri che per il periodo estivo affollano gli stabilimenti balneari e spiagge libere e attrezzate.
È lunga circa 1,5 km ed è stata data, quasi del tutto, in concessione dal comune di Gaeta.
Un tempo questa spiaggia era una duna ma tonnellate di sabbia furono utilizzate per fabbricare bottiglie dalla vetreria aperta nel 1911 e recentemente chiusa tra il corso Cavour e Serapo e la spiaggia si ridusse notevolmente in larghezza.
All'estremità nord-occidentale della spiaggia, di fronte al promontorio di Fontania, poco distante dalla riva, si trova la "Nave di Serapo", uno scoglio la cui forma allungata ricorda quella di una nave ed è un sito biologico discretamente importante. In merito all'origine di tale roccia vi sono diverse leggende: sarebbe la nave di Ulisse trasformata in pietra dall'ira di Circe abbandonata oppure quella di un capitano che avrebbe subito la medesima sorte dopo che, durante una processione in onore della Madonna, avrebbe assunto degli atteggiamenti irriverenti.
La spiaggia è chiusa a sud dal Monte Orlando, un piccolo promontorio sul quale è sito il Mausoleo di Lucio Munazio Planco, il Santuario della Montagna Spaccata ed un museo sulla preistoria e a nord da un altro parallelo promontorio più basso dove sono presenti alcune insenature con accesso privato e altre con accesso pubblico alla balneazione.

## Luoghi di culto

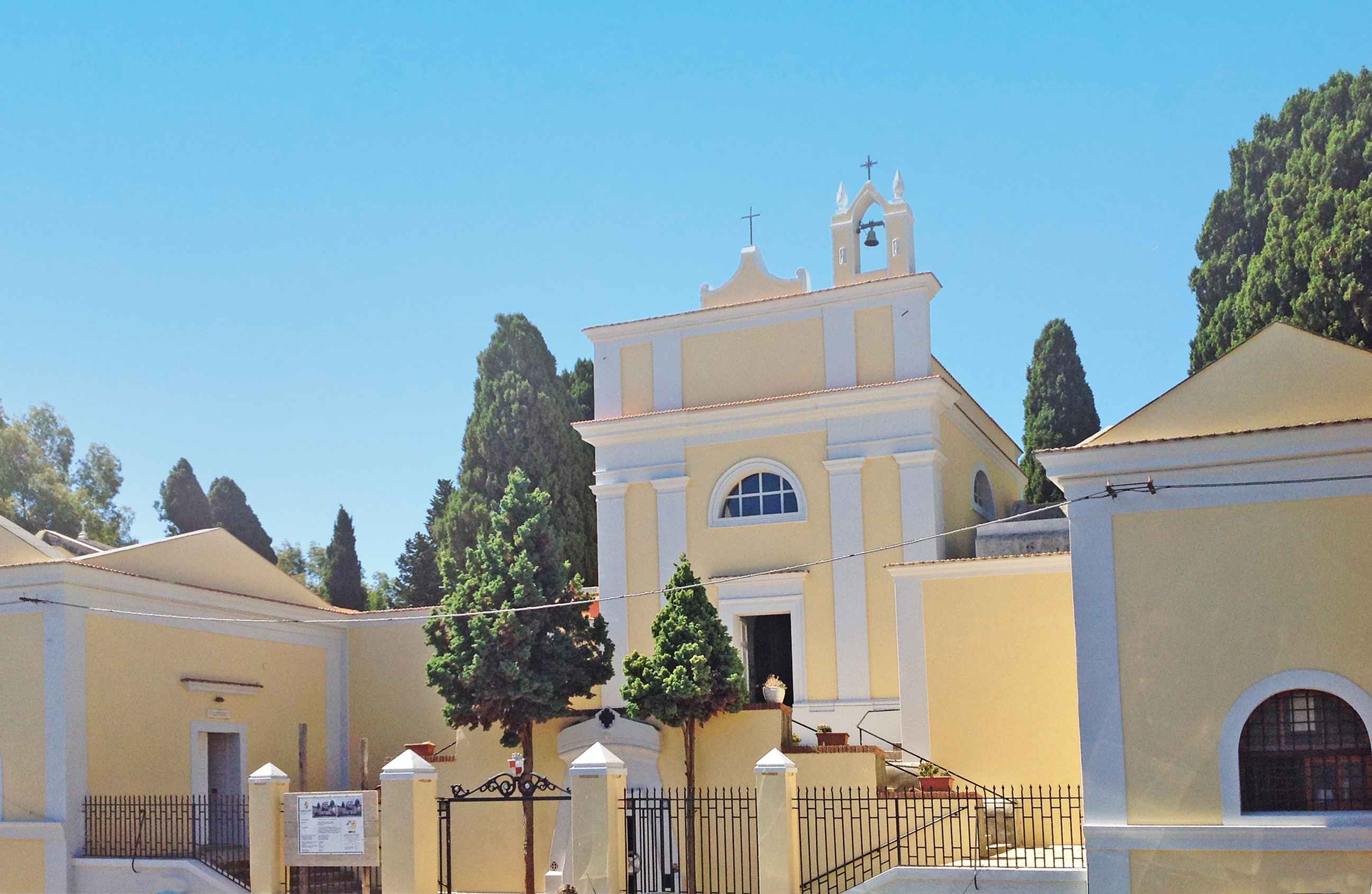
L'ingresso monumentale del cimitero con la chiesa di Santa Maria del Suffragio

### Santuario di San Nilo Abate
Il santuario di San Nilo Abate si trova lungo l'omonima via. Venne costruito a partire dal 1965 nel sito di un edificio di culto precedente sorto nella prima metà del XX secolo a beneficio degli abitanti del nascente quartiere nei luoghi in cui sostò san Nilo da Rossano alla fine del X secolo. La struttura, progettata dall'ingegnere Riccardo Morandi secondo un'idea dell'allora parroco don Giuseppe Viola, vuole rivisitare in chiave moderna l'architettura sacra gaetana del XIV secolo. È a tre navate con nervature in cemento armato. Aperto al culto subito dopo il termine della sua costruzione, venne consacrato soltanto nel 1999 e nel 2014 fu elevato a santuario.

### Chiesa di Santa Maria del Suffragio
La chiesa di Santa Maria del Suffragio è la cappella maggiore del cimitero alle pendici della collina della Catena ed è inglobata nel complesso di edifici che costituiscono l'ingresso monumentale del camposanto su via Garibaldi. Venne costruita tra il 1850 e il 1854 in un sobrio stile neoclassico ispirato al tardobarocco napoletano. La facciata, sormontata da un campaniletto a vela con arcata ogivale, è preceduta da una doppia scalinata al di sotto della quale vi è il sacrario dei garibaldini, una cripta situata al di sotto del sagrato. L'interno, dominato dalle alternate tinte bianche e celesti delle pareti, è a navata unica e termina con un'abside a pianta quadrangolare coperta con un'alta volta a padiglione. L'altare maggiore è in marmi policromi. Originariamente vi era una tela di pittore ignoto raffigurante la Madonna col Bambino, attualmente situata presso la pinacoteca comunale d’arte contemporanea “Giovanni da Gaeta”.

### Santuario della Santissima Trinità
Il santuario della Santissima Trinità, detto anche della Montagna Spaccata, è situato sulla fiancata occidentale del Monte Orlando prospiciente il quartiere di Serapo. Edificato nell'XI secolo, sorge su una fenditura nella roccia che giunge fin nella grotta del Turco, creatasi, secondo la leggenda, al tempo della morte di Gesù Cristo quando si squarciò il velo del tempio di Gerusalemme. Nel 1434 dall'alto dei due costoni di roccia si staccò un macigno che andò ad incastrarsi più in basso fra le pareti della fenditura al di sopra dell'ingresso sul mare della grotta. Su di esso, nel XVI secolo, venne realizzata una cappella, raggiungibile tramite una scalinata che porta nelle viscere della montagna; lungo di essa, che percorre la stretta spaccatura di roccia, è possibile notare sulla parete di destra un distico latino con a fianco la cosiddetta mano del Turco, la forma di una mano (le cinque dita nella roccia) che, secondo la leggenda, si sarebbe formata nel momento in cui un marinaio turco "miscredente", che non credeva, cioè, alla storia che gli era stata raccontata sulla causa della spaccatura nella roccia, si era appoggiato alla roccia che miracolosamente divenne morbida sotto la sua pressione formando l'impronta della mano. Il santuario è in stile barocco e si articola in un'unica navata con volta a botte lunettata e diverse cappelle laterali; l'abside quadrangolare ospita l'altare maggiore novecentesco, sormontato dalla tela di Raimondo Bruno Sant'Erasmo e la Madonna affidano Gaeta alla protezione della Santissima Trinità (1850 circa). Qui pregarono numerosi pontefici, tra cui papa Pio IX, sovrani, vescovi e santi, tra cui Bernardino da Siena, Ignazio di Loyola, Leonardo da Porto Maurizio, San Paolo della Croce, Gaspare del Bufalo e San Filippo Neri. La leggenda vuole che San Filippo Neri avesse vissuto all'interno della Montagna Spaccata dove esiste un giaciglio in pietra nota ancora oggi come "L'eremo di San Filippo Neri". Il santuario è sede dei missionari del P.I.M.E.. È stato edificato nel corso dell'XI secolo dai monaci benedettini. La sua attuale fisionomia è frutto di restauri operati nel XIX secolo dai padri alcantarini.

### Chiesa di San Paolo Apostolo
Situata sulla piana di Montesecco fra Serapo e il centro, venne costruita nel 1964 per volere dell'arcivescovo Lorenzo Gargiulo, che trova sepoltura nella chiesa. La chiesa è in stile moderno e venne progettato da Antonio Petrilli e Pasquale Marabotto. La chiesa, a pianta quadrata, presenta un alto ambiente centrale circondato da un basso deambulatorio. Alla destra dell'altare vi sono i resti dell'altare maggiore della demolita chiesa di San Biagio (rimane solo il tabernacolo, dopo che sono stati demoliti i due angeli che costituivano la base dell'altare laterale). In alto sono rappresentate vetrate con i quattro elementi della natura aria, acqua, terra e fuoco. È stata restaurata fra il 1960 e il 1966.

### Chiesa della Madonna della Catena
È situata nei pressi del tratto urbano della via Flacca, sulla sommità che domina Serapo sul lato opposto rispetto a Monte Orlando, nel luogo dove la tradizione religiosa vuole che sia comparsa la Madonna col Bambino, con in mano una catena, simbolo del peccato da spezzare. La chiesa, costruita nel XVII secolo e ampliata nel XIX secolo e nel XX, ha la pianta a croce greca e l'altare maggiore barocco proviene dalla chiesa di San Giovanni a Mare.

## Sport
- Molte società sportive di Gaeta riportano nel loro nome la parola Serapo (basket, pallavolo, pallanuoto).
- Nel 2000 si svolsero presso l'Arena Beach i Campionati Europei di beach handball.

## Galleria d'immagini

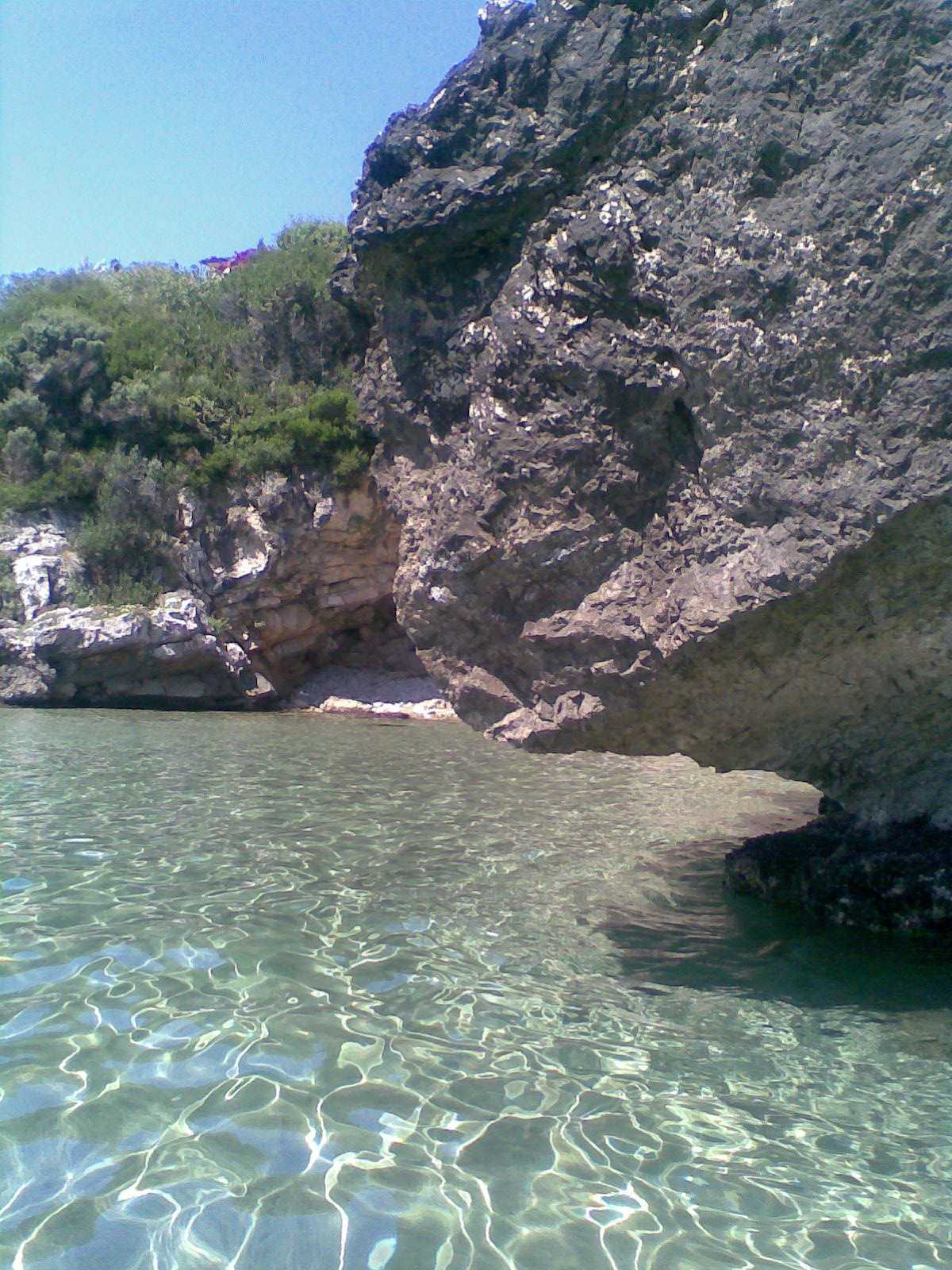
Scogli di Serapo
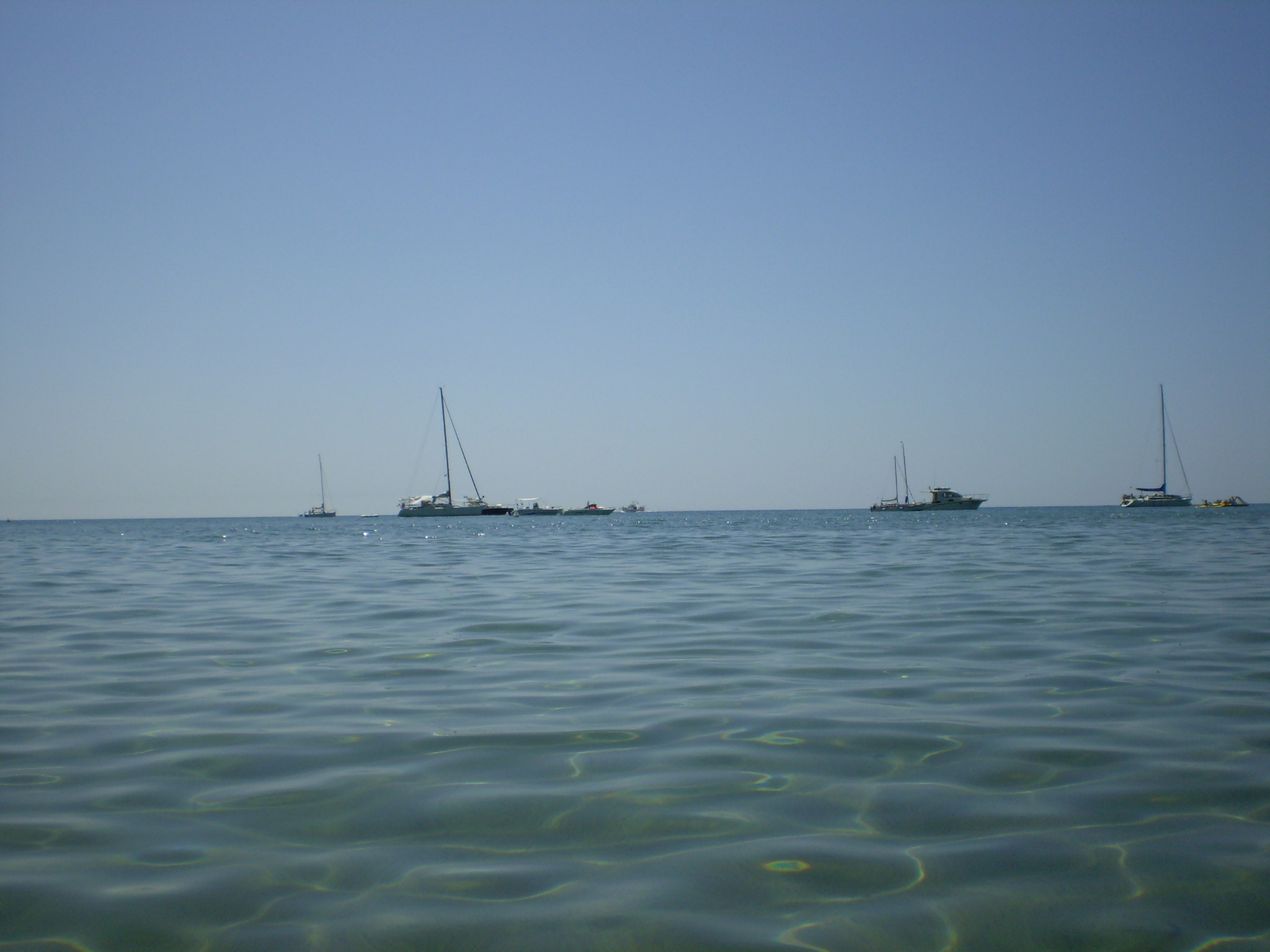
Mare di Serapo
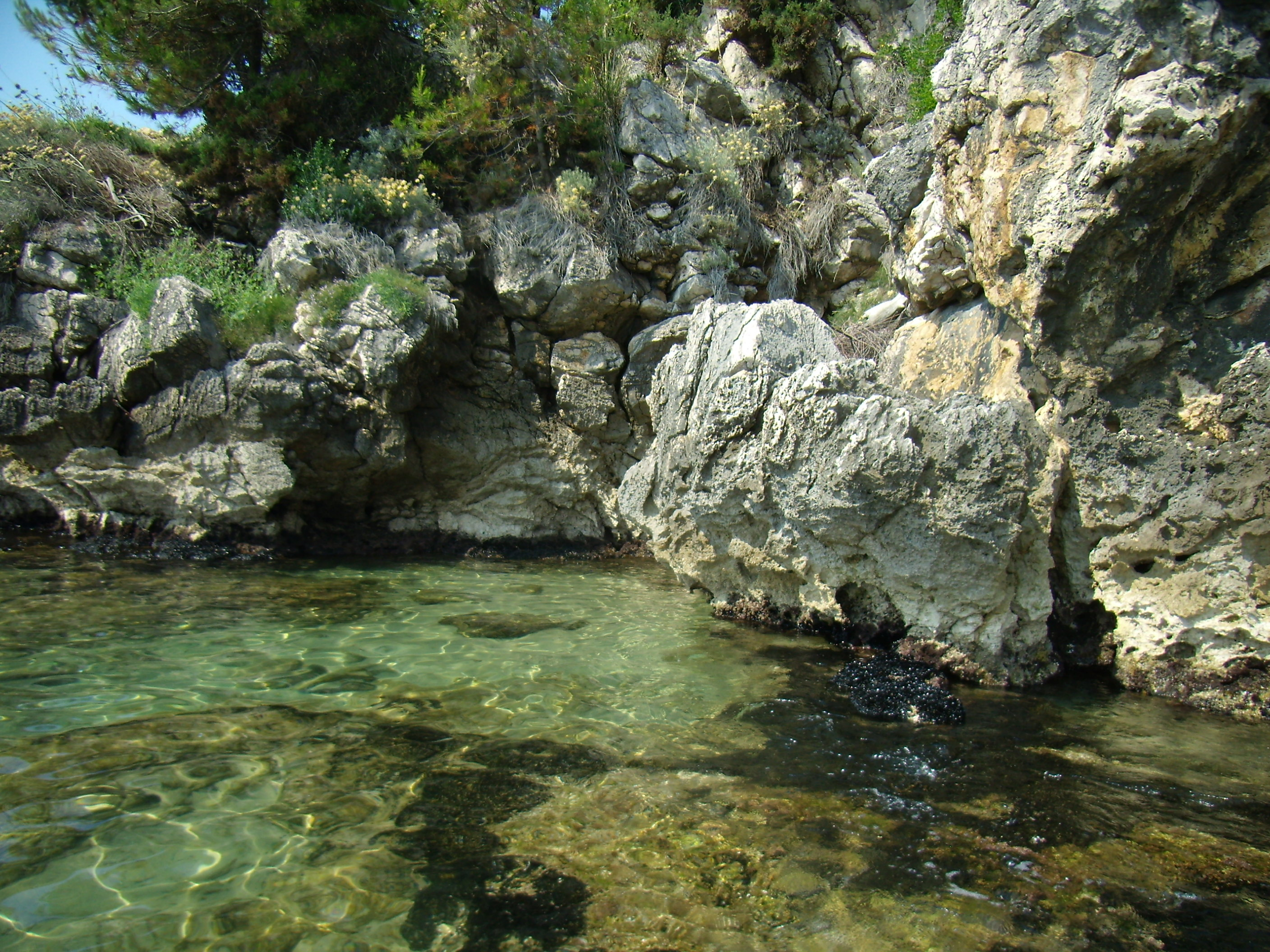
Baia di Serapo
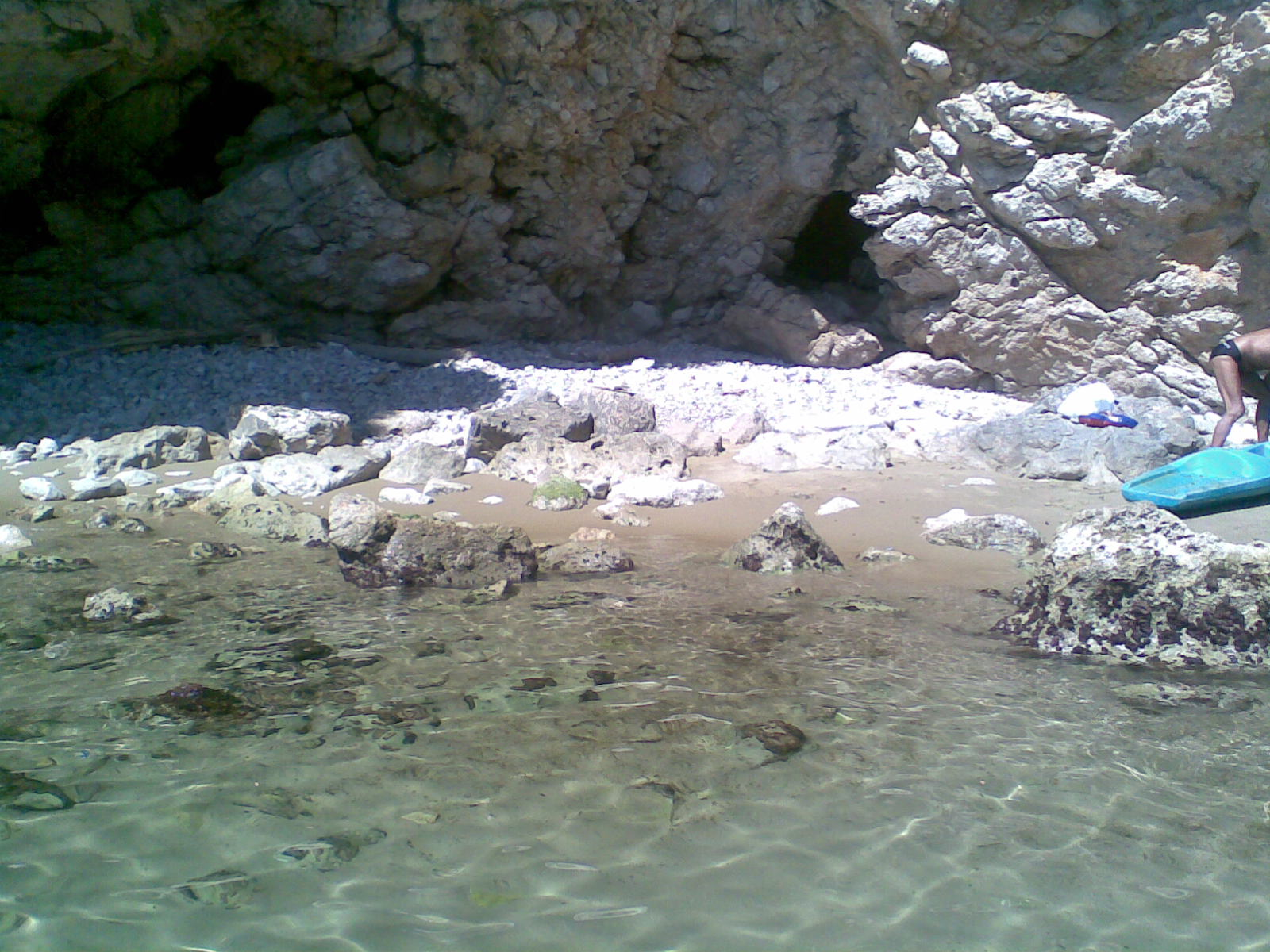
Grotta di Serapo